# Fred Stolle
Frederick Sydney Stolle, detto Fred (Hornsby, 8 ottobre 1938 – Palm Desert, 5 marzo 2025), è stato un tennista australiano.

## Carriera
In carriera ha vinto due tornei dello Slam in singolo, dieci tornei nel doppio maschile e sette nel doppio misto.

Ha raggiunto le finali in tutti e quattro i tornei dello Slam in ogni specialità, singolare doppio e doppio misto, fallendo però la vittoria del singolare in Australia e a Wimbledon e del doppio misto in Francia.

Dopo aver lasciato l'attività agonistica, dal 1977 ha ricoperto il ruolo di coach di Vitas Gerulaitis sino alla sua scomparsa e successivamente ha fatto il commentatore per i tornei del Grande Slam per il canale Fox Sports in Australia e per Nine Network.

È stato inserito nella International Tennis Hall of Fame nel 1985.
Suo figlio, Sandon Stolle, ha partecipato a quattro finali del Grande Slam vincendo nel 1998 lo US Open in doppio

## Finali del Grande Slam

### Vinte (2)
| Anno | Torneo             | Avversario in finale | Risultato            |
| 1965 | Roland Garros      | Tony Roche           | 3-6, 6-0, 6–2, 6-3   |
| 1966 | U.S. Championships | John Newcombe        | 4-6, 12–10, 6–3, 6-4 |

### Perse (6)
| Anno | Torneo                   | Avversario in finale | Risultato               |
| 1963 | Wimbledon                | Chuck McKinley       | 7-9, 1-6, 4-6           |
| 1964 | Australian Championships | Roy Emerson          | 3-6, 4-6, 2-6           |
| 1964 | Wimbledon                | Roy Emerson          | 4-6, 10-12, 6-4, 3-6    |
| 1964 | U.S. Championships       | Roy Emerson          | 4-6, 2-6, 4-6           |
| 1965 | Australian Championships | Roy Emerson          | 9-7, 6-2, 4-6, 5-7, 1-6 |
| 1965 | Wimbledon                | Roy Emerson          | 2-6, 4-6, 4-6           |